# Micradelus acutus
Micradelus acutus är en stekelart som beskrevs av Graham 1969. Micradelus acutus ingår i släktet Micradelus och familjen puppglanssteklar.
Artens utbredningsområde är:
- Tjeckien.
- Nederländerna.
- Spanien.
- Sverige.

Arten är reproducerande i Sverige. Inga underarter finns listade i Catalogue of Life.